# Diocesi di Verapaz
La diocesi di Verapaz (in latino Dioecesis Verae Pacis) è una sede della Chiesa cattolica in Guatemala suffraganea dell'arcidiocesi di Santiago di Guatemala. Nel 2022 contava 1.463.000 battezzati su 1.721.000 abitanti. È retta dal vescovo Rodolfo Valenzuela Núñez.

## Territorio
La diocesi comprende i dipartimenti guatemaltechi di Alta Verapaz e di Baja Verapaz.
Sede vescovile è la città di Cobán, dove si trova la cattedrale di San Domenico.
Il territorio è suddiviso in 37 parrocchie.

## Storia
La prima diocesi di Verapaz fu eretta il 27 giugno 1561 con la bolla Super specula militantis ecclesiae di papa Pio IV ad istanza di una cedola reale di Filippo II del 1554. La diocesi, il cui territorio era stato ricavato dalla diocesi di Santiago di Guatemala (oggi arcidiocesi), comprendeva gli attuali dipartimenti guatemaltechi di Alta Verapaz e di Baja Verapaz, aveva sede nella città imperiale di Cobán ed era suffraganea dell'arcidiocesi di Città del Messico.
Il territorio era stato evangelizzato dai domenicani, compresa la zona di Tezulutlán, considerata zona di guerra, in cui i frati avevano preceduto la presenza dell'esercito e dei coloni spagnoli. Per la diocesi furono sempre nominati vescovi domenicani. Dopo la morte del primo vescovo eletto Pedro de Angulo, che non riuscì a essere consacrato, vi fu il breve episcopato di Pedro de la Peña. Il primo episcopato effettivo fu quello di Tomás de Cárdenas, che resse la diocesi otto anni. Gli succedette Antonio de Hervias, che a causa di gravi difficoltà fu costretto a risiedere fuori della diocesi, a Città del Guatemala, dal 1584 al 1587. Anche Juan Fernández Rosillo per dissidi con i frati dovette risiedere a Città del Guatemala. Fu questi l'ultimo vescovo di Verapaz, perché due anni dopo il suo trasferimento alla diocesi di Michoacán, l'odierna arcidiocesi di Morelia, avvenuto nel 1603, la diocesi fu soppressa per scarsità della popolazione e delle rendite e per la relativa prossimità con la diocesi di Santiago di Guatemala, e a quest'ultima diocesi il suo territorio fu aggregato.
Il vicariato apostolico di Verapaz e Petén fu eretto il 27 luglio 1921 con la bolla Suprema di papa Pio XI, ricavandone il territorio dall'arcidiocesi di Santiago di Guatemala.
Il 14 gennaio 1935 in forza della bolla Quoties in regionibus dello stesso papa Pio XI il vicariato apostolico è stato elevato a diocesi e ha assunto il nome attuale.
Il 10 marzo 1951 ha ceduto una porzione del suo territorio a vantaggio dell'erezione dell'amministrazione apostolica di El Petén (oggi vicariato apostolico).

## Cronotassi dei vescovi
Si omettono i periodi di sede vacante non superiori ai 2 anni o non storicamente accertati.
- Pedro de Angulo, O.P. † (27 giugno 1561 - 1º aprile 1562 deceduto) (vescovo eletto)

- Pedro de la Peña, O.P. † (1º marzo 1564 - 15 maggio 1565 nominato vescovo di Quito)
- Tomás de Cárdenas, O.P. † (8 gennaio 1574 - 1578 deceduto)
- Antonio de Hervias, O.P. † (9 gennaio 1579 - 28 settembre 1587 nominato vescovo di Cartagena)
- Juan Fernández de Rosillo † (12 giugno 1592 - 16 giugno 1603 nominato vescovo di Michoacán)
  - Sede vacante (1603-1608)
  - Sede soppressa (1608-1921)
  - Sede vacante (1921-1928)
- Luis Durou y Sure, C.M. † (12 novembre 1928 - 14 gennaio 1935 dimesso)
- José Luis Montenegro y Flores † (23 gennaio 1935 - 23 maggio 1945 deceduto)
- Raimundo María Julián Manguán-Martín y Delgado, O.P. † (14 novembre 1945 - 28 maggio 1966 dimesso[4])
- Juan José Gerardi Conedera † (5 maggio 1967 - 22 agosto 1974 nominato vescovo di Quiché)
- Gerardo Humberto Flores Reyes † (7 ottobre 1977 - 22 febbraio 2001 ritirato)
- Rodolfo Valenzuela Núñez, succeduto il 22 febbraio 2001

## Statistiche
La diocesi nel 2022 su una popolazione di 1.721.000 persone contava 1.463.000 battezzati, corrispondenti all'85,0% del totale.
| anno | popolazione | popolazione | popolazione | presbiteri | presbiteri | presbiteri | presbiteri                | diaconi | religiosi | religiosi | parrocchie |
| anno | battezzati  | totale      | %           | numero     | secolari   | regolari   | battezzati per presbitero | diaconi | uomini    | donne     | parrocchie |
| ---- | ----------- | ----------- | ----------- | ---------- | ---------- | ---------- | ------------------------- | ------- | --------- | --------- | ---------- |
| 1949 | 389.550     | 390.000     | 99,9        | 8          | 3          | 5          | 48.693                    |         |           |           | 14         |
| 1963 | 360.200     | 400.000     | 90,0        | 43         | 32         | 11         | 8.376                     |         |           |           | 23         |
| 1970 | ?           | 358.860     | ?           | 36         | 4          | 32         | ?                         |         | 37        | 34        | 15         |
| 1976 | 323.400     | 383.279     | 84,4        | 38         | 5          | 33         | 8.510                     |         | 38        | 48        | 29         |
| 1980 | 435.000     | 490.000     | 88,8        | 44         | 7          | 37         | 9.886                     |         | 43        | 63        | 26         |
| 1990 | 613.200     | 730.000     | 84,0        | 47         | 10         | 37         | 13.046                    |         | 46        | 108       | 28         |
| 1999 | 908.600     | 1.040.600   | 87,3        | 67         | 22         | 45         | 13.561                    | 1       | 57        | 149       | 32         |
| 2000 | 865.000     | 1.017.732   | 85,0        | 71         | 26         | 45         | 12.183                    |         | 57        | 149       | 32         |
| 2001 | 866.000     | 1.018.834   | 85,0        | 71         | 26         | 45         | 12.197                    |         | 57        | 149       | 32         |
| 2002 | 844.896     | 1.056.121   | 80,0        | 63         | 21         | 42         | 13.411                    | 1       | 50        | 160       | 32         |
| 2003 | 844.896     | 1.056.121   | 80,0        | 62         | 19         | 43         | 13.627                    | 1       | 51        | 160       | 32         |
| 2004 | 844.996     | 1.056.121   | 80,0        | 71         | 28         | 43         | 11.901                    | 1       | 50        | 160       | 32         |
| 2010 | 1.119.000   | 1.318.000   | 84,9        | 59         | 26         | 33         | 18.966                    | 1       | 40        | 87        | 34         |
| 2014 | 1.227.000   | 1.442.000   | 85,1        | 58         | 26         | 32         | 21.155                    |         | 37        | 126       | 32         |
| 2017 | 1.323.000   | 1.556.000   | 85,0        | 56         | 24         | 32         | 23.625                    |         | 37        | 126       | 32         |
| 2020 | 1.411.930   | 1.660.115   | 85,1        | 55         | 25         | 30         | 25.671                    |         | 35        | 133       | 37         |
| 2022 | 1.463.000   | 1.721.000   | 85,0        | 55         | 25         | 30         | 26.600                    |         | 35        | 138       | 37         |